# Spoušť (kniha)
Spoušť (The Trigger) je sci-fi román z roku 1999. Autory jsou Arthur C. Clarke a Michael P. Kube-McDowell. Kniha se zabývá sociálním dopadem způsobeným náhlým velkým technologickým pokrokem.

## Děj
Děj se odehrává v blízké budoucnosti v 21. století a je rozdělen do třech částí + prolog.

### Prolog - Vyvolení
Doktor Karl Brohier shání nadějné mladé vědce, aby jim umožnil společně pracovat v moderně vybaveném výzkumném kampus. Sponzorem celého projektu Aron Goldstein a jedním z oslovených se stane také Jeffrey Alan Horton.

### 1. část - Spoušť
Jeffrey Horton pracuje společně s doktorem Gordonem Greenem a doktorkou Leigh Thayerovou na projektu zabývající se stimulovanou emisí gravitonů. Cílem bylo vytvořit analogii laseru pro gravitaci. Ale při jednom z testů dojde k nehodě, při které explodují všechny služební zbraně bezpečnostní služby v areálu Terabyte Laboratories. Hortonův tým se začne této události věnovat a brzy zjistí, že všechny výbušniny založené na nitrátech v poli přístroje okamžitě explodují. Protože nikdo netuší, komu by měli o vynálezu říct, obrátí se Goldstein na svého přítele senátora Grovera Wilmana, zastánce celosvětového odzbrojení. Wilman poradí Goldsteinovi a Brohierovi, že nejlepší postup bude co nejdříve o objevu informovat prezidenta. Prezident vše přijme nejprve s nedůvěrou, ale nakonec se rozhodne projekt podpořit. Mezitím však Gordon a Lee vyvezou zařízení a použijí ho k obraně rodiny Lee před pouličním gangem. Goldstein se o tom ale dozví a poskytne proto zařízení ke zkoumání americké armádě. Jako pojistku předá Brohier Gordonovi veškerou dokumentaci a řekne mu, že pokud se do roka nedostane zařízení na veřejnost a nebude používáno k mírovým účelům, má všechny informace uveřejnit na síti. Je zahájena výroba přístrojů a jejich testování armádou a rozmisťování v důležitých vládních budovách. Poprvé je přístroj veřejně použit při odminování polí v Kambodži a je maskován jako Harmonické protiminové vozidlo. Pravá podstata přístroje samozřejmě vyzrazena není. Goldstein však prozradí vedlejší plán a proto nechá Brohier Gordona rozeslat kopie technických informací po síti. Většinu se sice podaří zachytit, ale ne všechny a proto se prezident Mark Breland rozhodne o projektu informovat veřejnost. Zařízení dostane název Štít život a je zřízena i speciální jednotka, která s ním pracuje. Zprvu je informace širokou veřejností přijata dobře a přístroje se začnou instalovat na důležitá místa v zemi. Ale časem se ukáže, že existují i stinné stránky. Bomby už nepotřebují rozbušku, stačí když se dostanou do pole přístroje. A násilníci přestanou používat pouze střelné zbraně.

### 2. část - Rušič
Začne se formovat velká skupina odpůrců v jejichž čele stojí Národní asociace střelců. Jako argument používají druhý dodatek, který dává právo každému z občanů vlastnit zbraň. Doktor Horton nejprve přístroj brání v různých diskuzích a přednáškách, ale nakonec neunese tlak, který na něj vyvíjejí média a odejde od projektu. Lidé začnou být se Štítem života nespokojení, bojí se ho a dojde k hromadnému odpojování. Mezitím se však podaří Brohierovi pochopit princip fungování přístroje. Společně s doktorem Samem Benningtonem-Hastingsem sestrojí vylepšení Štítu života, díky kterému už výbušniny v poli přístroje nevybuchují, ale pouze se znehodnotí. Vylepšení se začne úspěšně šířit a lide opět získávají ztracenou důvěru. Odpůrcům Štítu života se podaří úspěšný atentát na senátora Grovera Wilmana a doktora Hortona unese Lidová armáda pravé spravedlnosti. Mezitím co je Horton v zajetí, zemře Brohier na nemoc, která ho sužovala už několik týdnů. Vůdce Lidové armády chce, aby Horton našel kód, který má být ukryt v obvodech Štítu života a umožňovat okamžitou deaktivaci. Myslí si, že je to plán americké vlády na odzbrojení amerického lidu a nastolení diktatury. Horton jeho požadavky však splnit nemůže, protože žádný tajný kód neexistuje. Když už je Horton v bezprostředním ohrožení života, napadne tábor Lidové armády speciální jednotka a doktora Hortona osvobodí. Štíty života se šíří a zdá se, že lidstvo čeká lepší budoucnost bez válek a terorismu.

### 3. část - Likvidátor
Asi o dvacet let později provádí doktor Jordan Kilmer v Terabyte Laboratories pokusy s H-vlnami. Snaží se vyvinout přístroj, který by dokázal odstranit po použití chemické zbraně jedy z těl živých organismů. Při pokusech však většina pokusných objektů umírá. Jednoho večera však zavolá Kilmer doktor Hortona k sobě do laboratoře. Předvede mu demonstraci, při které zemře jedno morče z deseti. Horton si myslí, že bylo jediné infikované, ale Kilmer mu řekne, že místo aby do přístroje vložil vzorek některého jedu, použil DNA morčete, které zemřelo. Z toho vyplyne, že přístroj se dá zaměřit na jakýkoli živý organismus a s dostatkem specifických rysů genetické informace umožní uživateli zničit jakéhokoli jedince. A tak stojí před Hortonem velice obtížné rozhodnutí.